# Nipponomysis fusca
Nipponomysis fusca är en kräftdjursart som först beskrevs av Ii 1936.  Nipponomysis fusca ingår i släktet Nipponomysis och familjen Mysidae. Inga underarter finns listade i Catalogue of Life.